# Martinicové a Clam-Martinicové
Martinicové byli český šlechtický rod připomínaný od 14. století, v roce 1416 získali Smečno, které se stalo hlavním rodovým sídlem až do roku 1922. Od 15. století zastávali vysoké úřady v zemské správě Českého království. Nejvýznamnějším členem rodu byl Jaroslav Bořita z Martinic (1582–1649), který získal titul říšského hraběte (1621) a pozvedl svůj rod mezi nejvýznamnější šlechtu habsburské monarchie. Byl stoupencem protireformace a 23. května 1618 byl jedním ze tří defenestrovaných během třetí pražské defenestrace.
V 17. století patřili Martinicové mezi nejbohatší rodiny, kromě Smečna vlastnili řadu statků v severních, západních a východních Čechách. Členové rodu zastávali nejvyšší zemské úřady v Čechách (Bernard Ignác byl dlouholetým nejvyšším purkrabím), v následujících generacích se dostali k prestižním postům u císařského dvora a v diplomacii (Jiří Adam II. z Martinic byl místokrálem v Neapoli). Pět Martiniců získalo Řád zlatého rouna, několik nejvýznamnějších členů rodu je pohřbeno v pražské katedrále sv. Víta.
Rod Martiniců vymřel po meči v roce 1789, jejich jméno a erb získal v roce 1792 Karel Josef Clam (1760–1826), který se oženil s dědičkou posledního mužského potomka Martiniců. Clam-Martinicové získali také panství Smečno. V 19. století se bratři Jindřich Jaroslav Clam-Martinic a Richard Clam-Martinic angažovali jako stoupenci českých národních zájmů. Richardův syn Jindřich Clam-Martinic byl v letech 1916–1917 rakouským ministerským předsedou a po zániku monarchie mu byl velkostatek Smečno zabaven. Potomstvo rodu dnes žije v Rakousku.

## Dějiny rodu

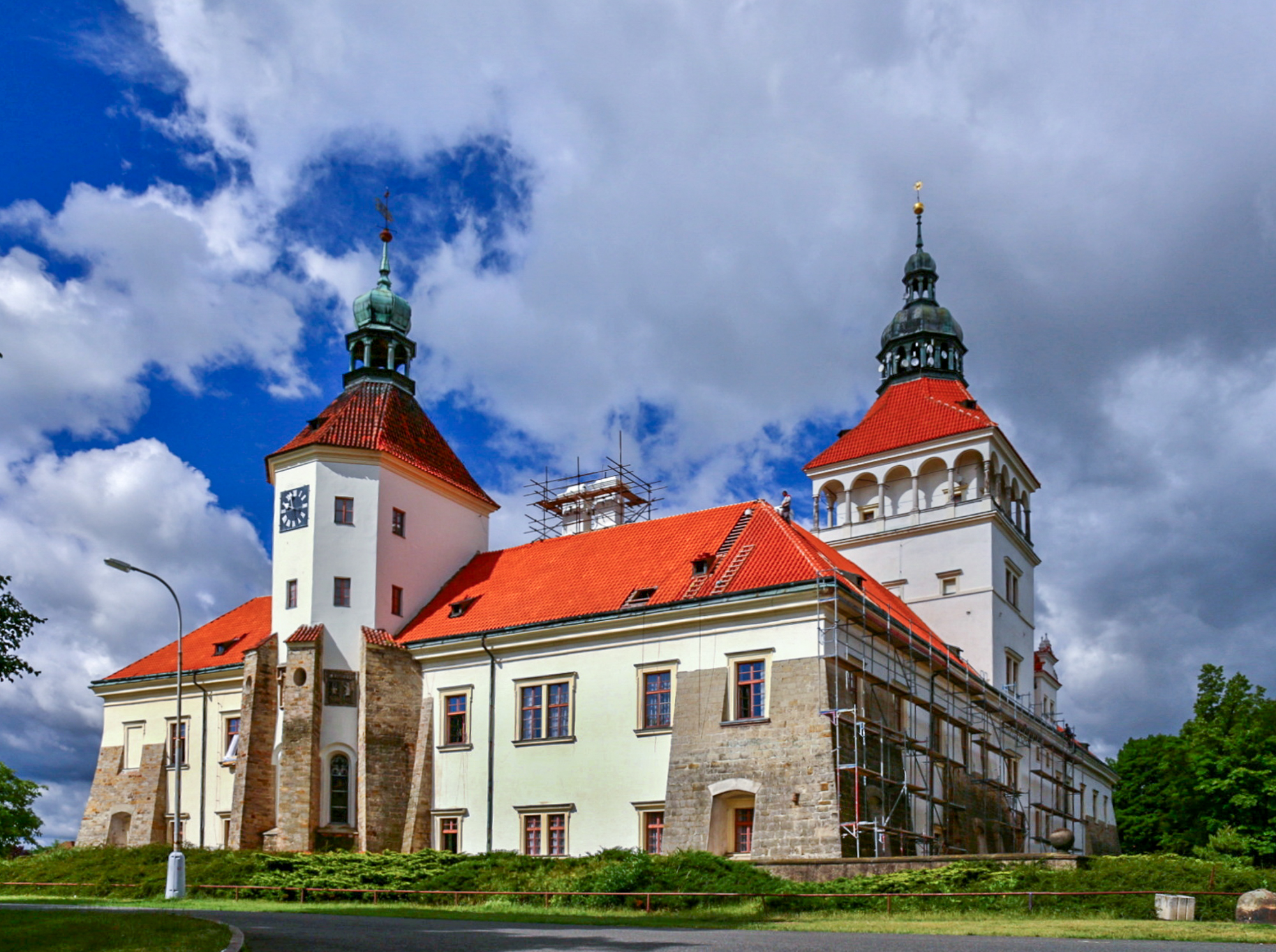
Zámek Smečno, hlavní rodové sídlo 1416–1922

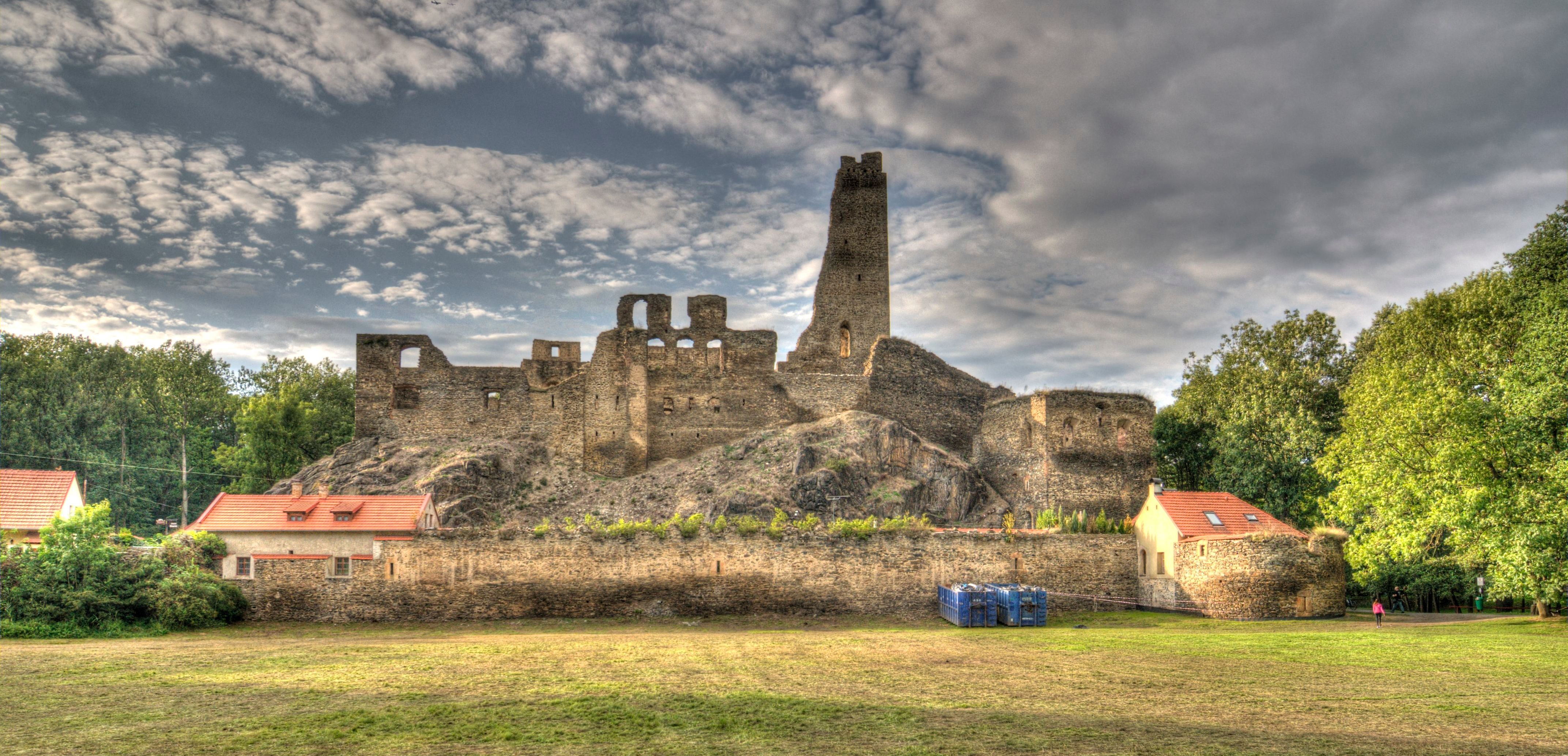
Hrad Okoř, majetek Martiniců v letech 1518–1649

Rod Martiniců se připomíná poprvé v roce 1322 a svůj původ odvozuje od vsi Martinice u Votic, kde stojí také tvrz Martinice. Podle společného erbu stříbrného leknínu na červeném štítě lze odvozovat příbuzenské vazby na rodiny Kouniců nebo pánů z Talmberka, což ale není prokázáno. Markvart z Martinic skoupil v letech 1416–1418 panství Smečno, které se pak na 500 let stalo hlavním rodovým sídlem. Společenský vzestup zahájil Bořita II. z Martinic (1420–1479), který za vlády Ladislava Pohrobka a Jiřího z Poděbrad zastával funkci dvorského maršálka (1453–1461) a nechal přestavět tvrz ve Smečně. Post dvorského maršálka zastával v letech 1516–1522 také jeho vnuk Hynek Bořita z Martinic (1470–1526), který mimo jiné vlastnil Benátky nad Jizerou a hrad Dražice. Tyto statky ale prodal a v roce 1518 koupil hrad Okoř. Jeho synovci rozdělili rod na větev okořskou a smečenskou. Zatímco Martinicové na Okoři vyznávali protestantskou víru, smečenští byli naopak katolíci a ve druhé polovině 16. století dosáhli dalších významných funkcí ve správě Českého království, zhruba od této doby se Martinicové také uvádějí jako příslušníci panského stavu. Jiří z Martinic (1546–1598) byl dlouholetým nejvyšším zemským sudím (1585–1597) a krátce před smrtí také nejvyšším kancléřem (1597–1598). Po vymřelé okořské větvi převzal Okoř (1590) a zahájil přestavbu tvrze ve Smečně na renesanční zámek. Kromě toho koupil v roce 1583 dům na Hradčanech, který se po stavebních úpravách jako Martinický palác stal rodinnou pražskou rezidencí.

## Kariéra Jaroslava Bořity zMartinic

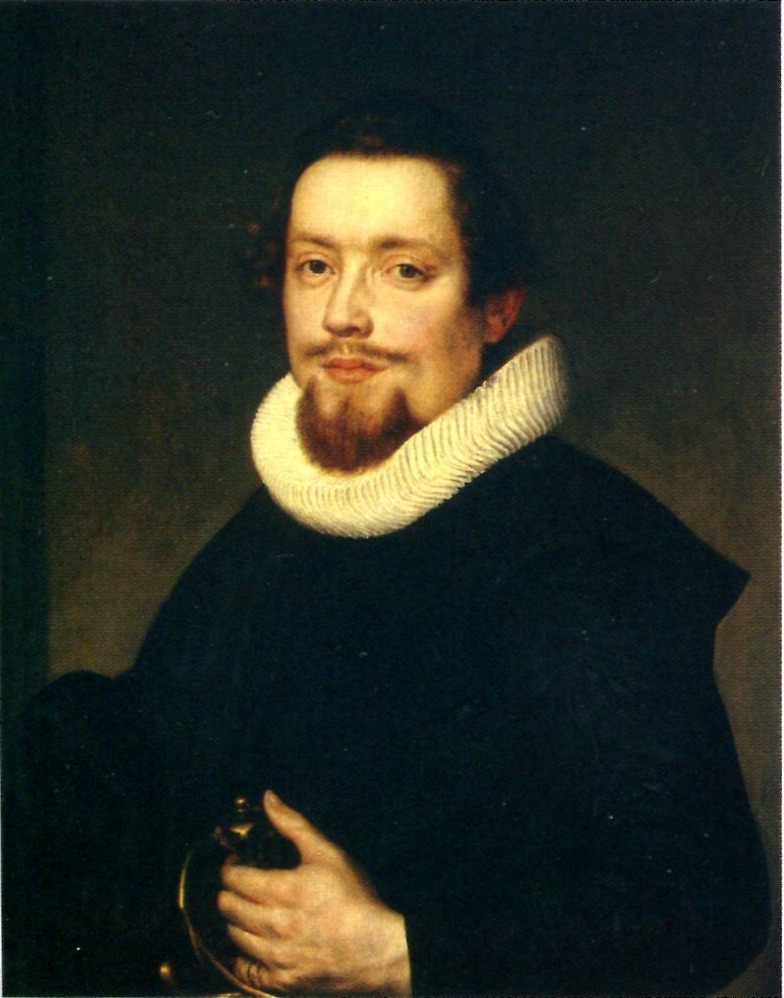
Jaroslav Bořita z Martinic (1582–1649)

Nejvýznamnější osobností rodu se stal Jaroslav Bořita z Martinic (1582–1649), Jiřího synovec a syn předčasně zemřelého Jaroslava z Martinic (1548–1582). Jaroslav Bořita zdědil po strýci Smečno a Okoř (1598) a již v předbělohorském období se stal výraznou osobností habsburské politiky v Čechách. Jako karlštejnský purkrabí (1617–1618) a královský místodržící se spolu s Vilémem Slavatou stal obětí defenestrace na počátku stavovského povstání. Po exilu v Bavorsku (1618–1620) se vrátil do Čech a stal se předním strůjcem rekatolizace a habsburské politiky. Již v roce 1621 byl povýšen na hraběte a v roce 1625 získal titul vladař domu smečanského. Nadále zastával vysoké úřady v zemské správě a nakonec byl nejvyšším purkrabím Českého království (1638–1649). Významně také přispěl k rozšíření rodových statků a v rámci pobělohorských konfiskací svůj majetek téměř ztrojnásobil. Přikupoval drobné statky v okolí Smečna, v severních Čechách získal panství Ahníkov a Prunéřov (1623), v západních Čechách Plánici, spolu s manželkou koupil Hořovice (1622). Do zástavy a nakonec do dědičného vlastnictví získal královské město Slaný (1638), které bylo připojeno ke Smečnu. Po smrti Jaroslava Bořity přešla Okoř do majetku jezuitské koleje v Praze, ostatní majetek byl rozdělen mezi syny.
Jaroslav Bořita byl čtyřikrát ženatý, z prvních dvou manželství měl početné potomstvo a ve dvou generacích jeho synů a vnuků se Martinicové zařadili mezi přední šlechtu Českého království, v 18. století zastávali i vysoké posty u císařského dvora ve Vídni. Nejstarší syn Jiří Adam I. (1602–1651) díky otcově vlivu od mládí zastával vysoké funkce v Čechách, byl prezidentem apelačního soudu (1627–1628) a prezidentem české komory (1628–1632), uplatnil se také jako diplomat (vyslanec ve Frankfurtu 1636). Vzestup rodu stvrdil také sňatkem s Giovannou Gonzagovou z předního italského šlechtického rodu a v roce 1647 získal Řád zlatého rouna. Jiří Adam I. již od roku 1626 spravoval panství Hořovice, později na Klatovsku skoupil panství Klenová a Opálka, čímž vytvořil pozemkový celek s více než dvaceti vesnicemi a dvěma hrady. Zemřel necelé dva roky po otci bez potomstva a jeho majetek zdědil mladší bratr Maxmilián Valentin (1612–1677), který původně sídlil na Moravě, později ale také zastával vysoké posty ve správě Českého království (nejvyšší komoří 1656–1658, nejvyšší zemský hofmistr 1658–1677). Z otcova dědictví převzal dům v Loretánské ulici rozšířený přikoupením dalších nemovitostí (1658), které se později staly základem druhého rodového paláce. Další z bratrů Ferdinand Leopold Benno (1611–1691) byl proboštem vyšehradské kapituly (1635–1691) a koupil panství Horní Cerekev. Nejmladší syn Jaroslava Bořity Bernard Ignác (1614–1685) byl původně také předurčen k duchovní kariéře, na kterou ale rezignoval a desítky let zastával nejvyšší úřady v zemské správě Českého království, v letech 1651–1685 byl nejvyšším purkrabím. Získal Řád zlatého rouna a patřil k předním mecenášům katolické církve, jak v podpoře řádů, tak v architektuře. Po otci vlastnil Hořovice, které sňatkem jeho dcery Terezie Františky (1643–1705) přešly do majetku nejvyššího kancléře Jana Františka Bruntálského z Vrbna (1634–1705).

## Martinicové v17. a 18. století

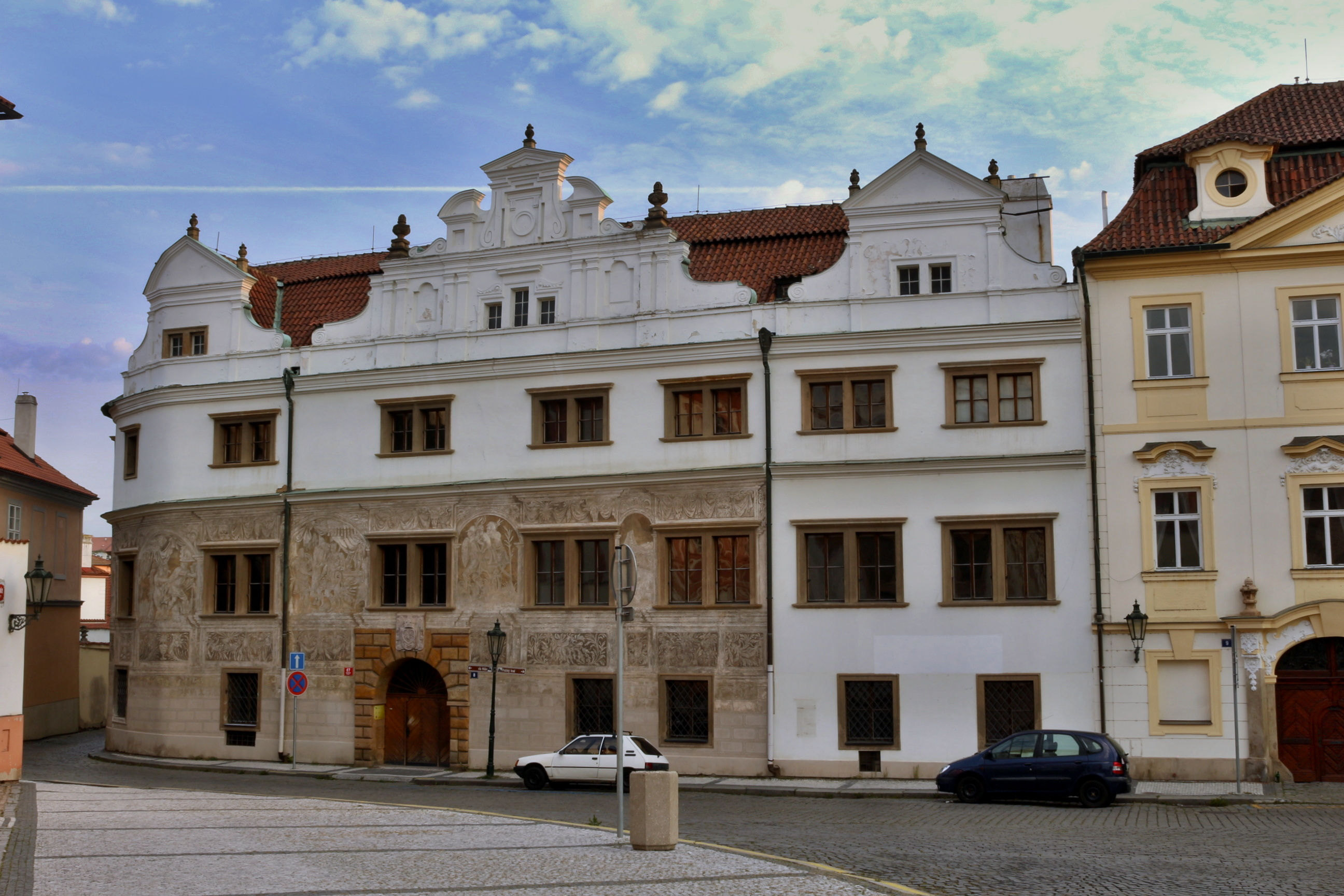
Martinický palác v Praze na Hradčanech

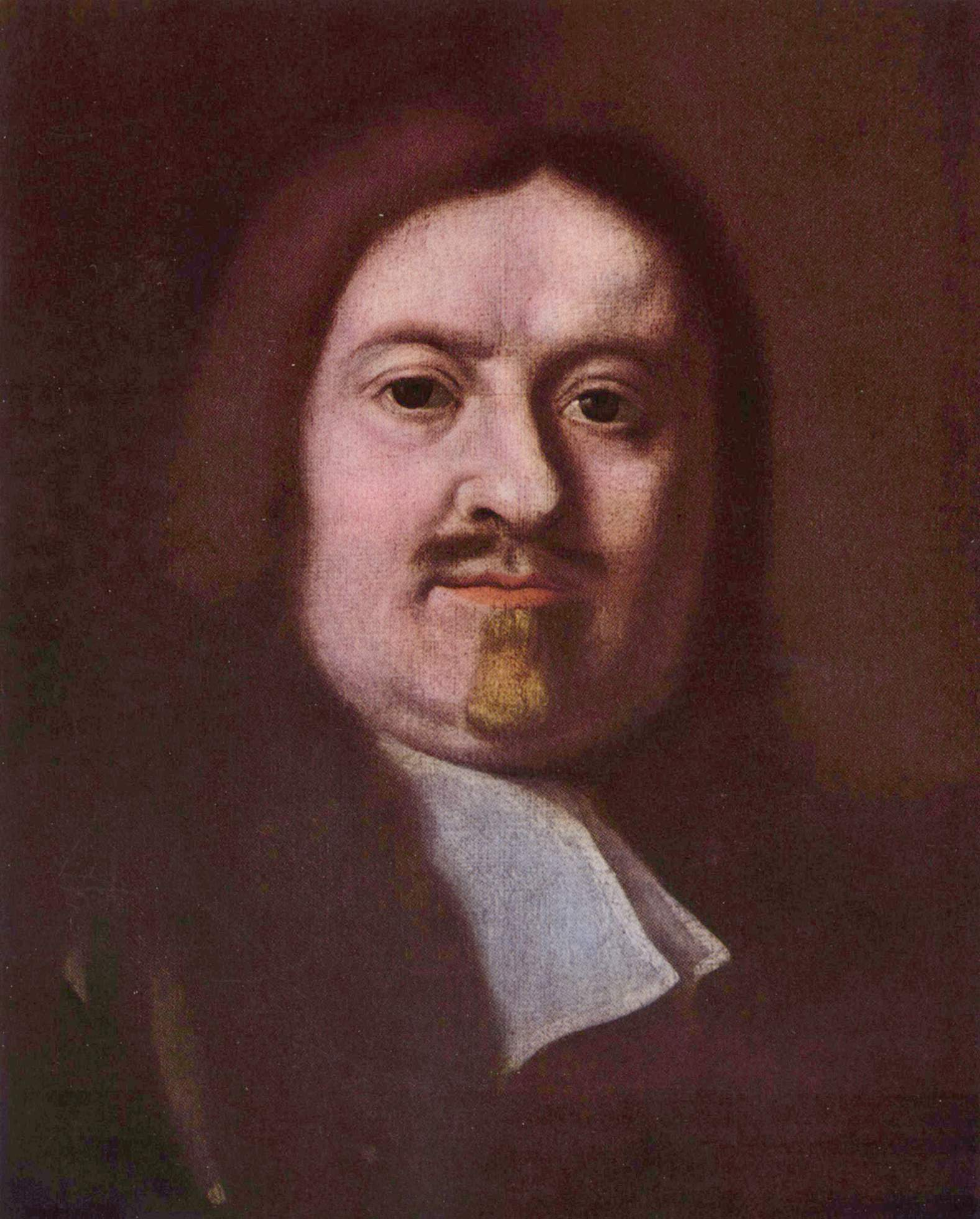
Bernard Ignác Jan z Martinic (1614–1685), nejvyšší purkrabí

V následující generaci přesunuli Martinicové své veřejné aktivity z českého prostředí přímo k císařskému dvoru a na pole diplomacie. Z potomstva Maxmiliána Valentina dosáhl nejvyšších postů syn Jiří Adam II. (1645–1714), který byl vyslancem v Anglii, Portugalsku a ve Vatikánu, nakonec zastával funkci místokrále v Neapoli, mimoto byl také nejvyšším maršálkem císařského dvora a získal Řád zlatého rouna. Po otci zdědil Plánici (1677), po starším bratru Jaroslavu Bernardovi (1642–1685) převzal i stěžejní rodové dědictví Smečno se Slaným. Nechal sice postavit zámek v Plánici, ale jeho hlavním sídlem se staly Budenice, které koupil v roce 1693. Zděděné domy v Loretánské ulici v Praze nechal přestavět do podoby honosného barokního paláce podle projektu Carla Fontany (1700–1702). Ze dvou manželství měl jedenáct dětí, nejstarší syn Adolf Bernard (1679–1735) byl císařským nejvyšším maršálkem (1729–1735) a nejvyšším hofmistrem (1735) a získal také Řád zlatého rouna. Ten k rodovému dědictví přikoupil Zelenou Horu (1726), kterou pak zdědila jeho jediná dcera Marie Dominika (1707–1784), sestra dominikánka ve Vídni. Jejím odkazem pak Zelená hora přešla na spřízněný rod Colloredo-Mansfeldů. Adolfův nejmladší bratr František Michael (1704–1773) zahájil kariéru v nižších zemských úřadech v Praze, později byl vyslancem v Portugalsku a jako nejvyšší hofmistr arcivévodkyně Marie Magdaleny také vyslancem v Rakouském Nizozemí. Po bratru Adolfovi zdědil Smečno (1735), kde byl iniciátorem četných stavebních úprav za účasti významných umělců (K. I. Dientzenhofer, I. F. Platzer).
Nejmladší syn Maxmiliána Valentina Maxmilián Quidobald (1664–1733) se jako dědic Ahníkova a Prunéřova stal zakladatelem tzv. ahníkovské sekundogenitury. Byl nejvyšším maršálkem císařského dvora (1708–1711), nejvyšším hofmistrem císařovny Eleonory (1711–1720) a nakonec obdržel Řád zlatého rouna. I když v Čechách příliš nepobýval, na prunéřovském panství nechal postavit lovecký zámek v Boleboři. Jeho mladší syn Karel Josef (1699–1769) byl dlouholetým proboštem vyšehradské kapituly (1734–1769). Starší syn císařský tajný rada a komoří Jan Josef Karel (1692–1739) byl pokračovatelem této linie, v následující generaci za Františka Karla (1733–1789) došlo ke sloučení všech martinických majetků (Smečno, Slaný, Ahníkov, Prunéřov). František Karel byl zároveň posledním mužským potomkem Martiniců a jeho úmrtím 29. listopadu 1789 rod vymřel. Jméno jeho manželky Marie Josefy ze Šternberka (1746–1823) je zachováno v názvu bývalých lázní Šternberk mezi Smečnem a Slaným zřízených počátkem 19. století.

## Rozdělení dědictví po vymření Martiniců a rod Clam-Martinic

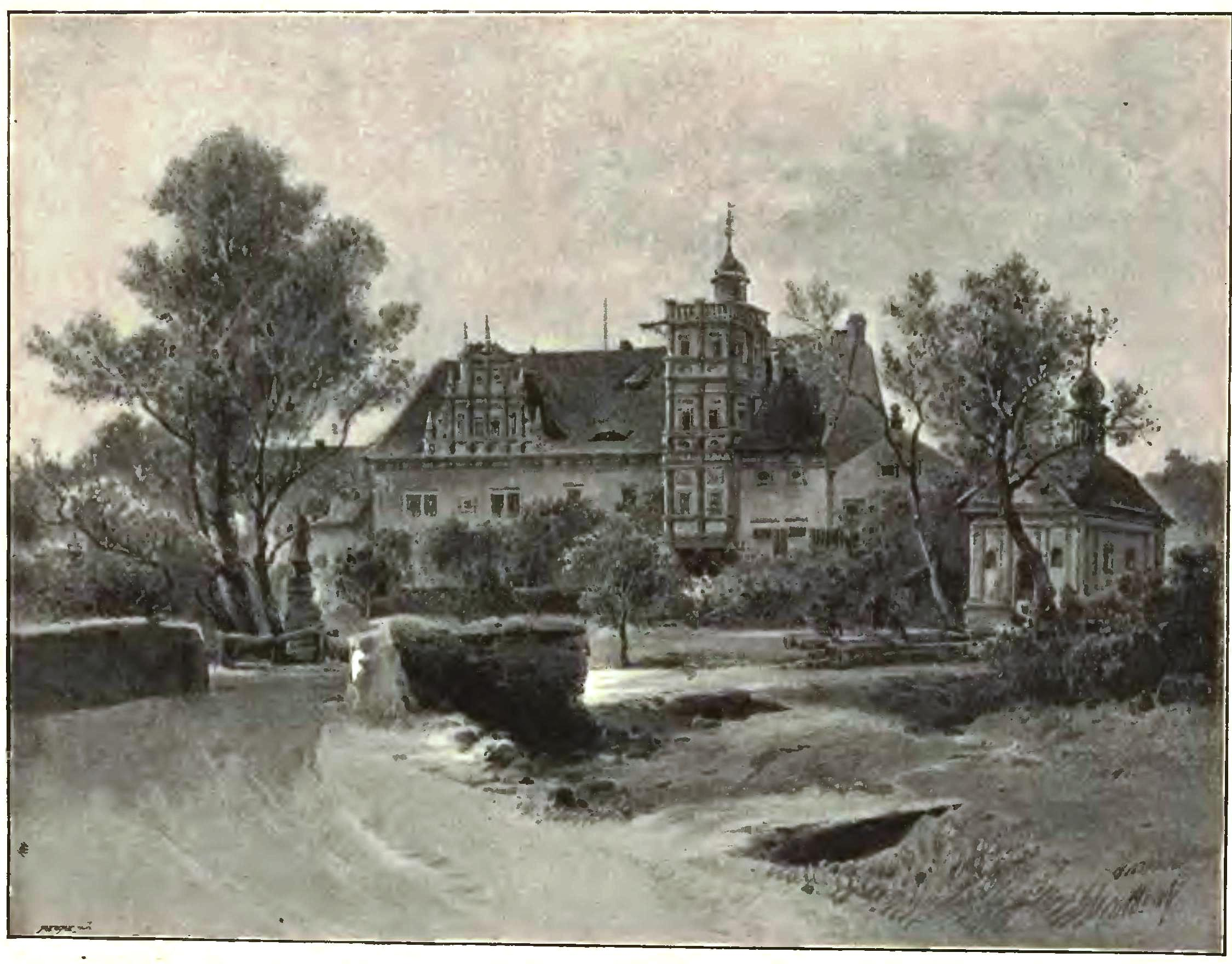
Zámek v Ahníkově

Pro případ vymření rodu byly stanoveny podmínky rozdělení dědictví již v roce 1633 Jaroslavem Bořitou. Po smrti posledního mužského člena rodu Františka Karla byly naživu tři dědičky. Jeho dcera Marie Anna (1768–1832), sestra Johanna Terezie, provdaná Mirbachová (1731–1804), a sestřenice Marie Anna, provdaná Althannová (1737–1810). Tato Marie Anna získala Ahníkov a Prunéřov, Johanna Terezie byla odškodněna finanční hotovostí a kmenové rodové dědictví Smečno-Slaný převzala dcera Františka Karla Marie Anna (1768–1832). Společným majetkem všech tří dědiček bylo panství Plánice, které bylo již v roce 1790 prodáno Wallisům. Marie Anna (1768–1832) se v roce 1791 provdala za rakouského šlechtice Karla Josefa Clama (1760–1824), který tímto sňatkem pronikl do českého prostředí a nakonec byl v letech 1820–1824 nejvyšším komořím Českého království. Již rok po svatbě obdržel majestát na vznik rodové aliance Clam-Martinic spolu s převzetím historického titulu vladař domu smečanského (1792).
Správu Smečna vedla až do roku 1830 Marie Anna Clam-Martinicová (1768–1832), jejímž smrtí rod Martiniců vymřel i po přeslici. Syn Karel Jan Nepomuk Clam-Martinic (1792–1840) dosáhl v armádě hodnosti generálmajora a ve státní radě vedl vojenský odbor. Jeho manželkou byla Caroline Selina Meade (1797–1869), sestra britského diplomata Richarda Meada, 3. hraběte z Clanwilliamu. Po převzetí dědictví (1830) nechal ve Smečně vybudovat rodovou hrobku. Jeho dva synové se aktivně zapojili do politiky a stali se významnými obhájci českých národních zájmů. Jindřich Jaroslav (1826–1887) byl dlouholetým poslancem českého zemského sněmu a v letech 1861–1887 také prezidentem Národního muzea. Zemřel bezdětný a jeho dědicem byl mladší bratr Richard (1832–1891), který taktéž zastával pročeská stanoviska, byl též místopředsedou říšské rady a získal Řád zlatého rouna.
Richardův syn Jindřich Karel Maria (1863–1932) se díky sňatku již v mládí dostal do okruhu přátel Františka Ferdinanda, v armádě dosáhl hodnosti plukovníka a v roce 1902 získal dědičné členství v rakouské panské sněmovně. Na podzim 1916 se stal rakouským ministrem zemědělství a nakonec byl od prosince 1916 do června 1917 předsedou rakouské vlády. Musel odstoupit pro neúspěch v řešení národnostních otázek a do konce první světové války zastával méně významný post vojenského guvernéra v Černé Hoře. Jako striktnímu zastánci protičeských postojů mu byl již po roce 1918 zestátněn majetek ve Smečně a měl také zákaz vstupu na území Československa. Bylo mu ale povoleno odvézt vnitřní vybavení smečenského zámku, které bylo přestěhováno na původní rodové sídlo Clam v Rakousku. Tento hrad dodnes patří potomkům Jindřichova bratra Gottfrieda (1864–1935). Současným představitelem rodu je Georg Adam Clam-Martinic (*1956).

## Příbuzenské vztahy Clam-Gallasů a Clam-Martiniců
Následující schéma představuje rozdělení hraběcí rodiny Clamů na clamovskou větev starší (Clam-Gallasové), která vymřela po meči 20. ledna 1930 smrtí Franze Clam-Gallase (1854–1930), a mladší (Clam-Martinicové), jejíž příslušníci stále žijí. Základní linie Clamů je zvýrazněna zeleně, zakladatel Clam-Gallasů je zvýrazněn modře a zakladatel Clam-Martiniců červeně. Ze záměrně rozšířeného rodokmenu také vyplývá, jak přešel majetek Gallasů a Martiniců na Clamy. Římské číslice představují pořadí manžela nebo manželky, pokud někdo vstoupil do manželství vícekrát.
|                                |                                |                                                 |                                                 |                                                 |                                                 |                                                 |                                                 | Jan Kryštof I. z Clamu 1620–1697 | Jan Kryštof I. z Clamu 1620–1697 | Jan Kryštof I. z Clamu 1620–1697      | Jan Kryštof I. z Clamu 1620–1697      | Jan Kryštof I. z Clamu 1620–1697      | Jan Kryštof I. z Clamu 1620–1697      |                                       |                                       |                                      |                                      |                                      |                                      | Marie Alžběta z Thürheimu | Marie Alžběta z Thürheimu | Marie Alžběta z Thürheimu                      | Marie Alžběta z Thürheimu                      | Marie Alžběta z Thürheimu                      | Marie Alžběta z Thürheimu                      |                                                |                                                |                                         |                                         |                                           |                                           |                                           |                                           |                                             |                                             | I. Kateřina Barbora z Martinic † 1667       | I. Kateřina Barbora z Martinic † 1667       | I. Kateřina Barbora z Martinic † 1667       | I. Kateřina Barbora z Martinic † 1667       | I. Kateřina Barbora z Martinic † 1667   | I. Kateřina Barbora z Martinic † 1667   |                                         |                                         | František Ferdinand z Gallasu 1635–1697 | František Ferdinand z Gallasu 1635–1697 | František Ferdinand z Gallasu 1635–1697 | František Ferdinand z Gallasu 1635–1697 | František Ferdinand z Gallasu 1635–1697  | František Ferdinand z Gallasu 1635–1697  |                                          |                                          | II. Johana Emerenciana z Gaschin-Rosenbergu † 1735 | II. Johana Emerenciana z Gaschin-Rosenbergu † 1735 | II. Johana Emerenciana z Gaschin-Rosenbergu † 1735 | II. Johana Emerenciana z Gaschin-Rosenbergu † 1735 | II. Johana Emerenciana z Gaschin-Rosenbergu † 1735     | II. Johana Emerenciana z Gaschin-Rosenbergu † 1735     |                                                        |                                                        |                                                        |                                                        |  |  |                                               |                                               |                                               |                                               |                                               |                                               |  |  |
|                                |                                |                                                 |                                                 |                                                 |                                                 |                                                 |                                                 | Jan Kryštof I. z Clamu 1620–1697 | Jan Kryštof I. z Clamu 1620–1697 | Jan Kryštof I. z Clamu 1620–1697      | Jan Kryštof I. z Clamu 1620–1697      | Jan Kryštof I. z Clamu 1620–1697      | Jan Kryštof I. z Clamu 1620–1697      |                                       |                                       |                                      |                                      |                                      |                                      | Marie Alžběta z Thürheimu | Marie Alžběta z Thürheimu | Marie Alžběta z Thürheimu                      | Marie Alžběta z Thürheimu                      | Marie Alžběta z Thürheimu                      | Marie Alžběta z Thürheimu                      |                                                |                                                |                                         |                                         |                                           |                                           |                                           |                                           |                                             |                                             | I. Kateřina Barbora z Martinic † 1667       | I. Kateřina Barbora z Martinic † 1667       | I. Kateřina Barbora z Martinic † 1667       | I. Kateřina Barbora z Martinic † 1667       | I. Kateřina Barbora z Martinic † 1667   | I. Kateřina Barbora z Martinic † 1667   |                                         |                                         | František Ferdinand z Gallasu 1635–1697 | František Ferdinand z Gallasu 1635–1697 | František Ferdinand z Gallasu 1635–1697 | František Ferdinand z Gallasu 1635–1697 | František Ferdinand z Gallasu 1635–1697  | František Ferdinand z Gallasu 1635–1697  |                                          |                                          | II. Johana Emerenciana z Gaschin-Rosenbergu † 1735 | II. Johana Emerenciana z Gaschin-Rosenbergu † 1735 | II. Johana Emerenciana z Gaschin-Rosenbergu † 1735 | II. Johana Emerenciana z Gaschin-Rosenbergu † 1735 | II. Johana Emerenciana z Gaschin-Rosenbergu † 1735     | II. Johana Emerenciana z Gaschin-Rosenbergu † 1735     |                                                        |                                                        |                                                        |                                                        |  |  |                                               |                                               |                                               |                                               |                                               |                                               |  |  |
|                                |                                |                                                 |                                                 |                                                 |                                                 |                                                 |                                                 |                                  |                                  |                                       |                                       |                                       |                                       |                                       |                                       |                                      |                                      |                                      |                                      |                           |                           |                                                |                                                |                                                |                                                |                                                |                                                |                                         |                                         |                                           |                                           |                                           |                                           |                                             |                                             |                                             |                                             |                                             |                                             |                                         |                                         |                                         |                                         |                                         |                                         |                                         |                                         |                                          |                                          |                                          |                                          |                                                    |                                                    |                                                    |                                                    |                                                        |                                                        |                                                        |                                                        |                                                        |                                                        |  |  |                                               |                                               |                                               |                                               |                                               |                                               |  |  |
|                                |                                |                                                 |                                                 |                                                 |                                                 |                                                 |                                                 |                                  |                                  |                                       |                                       |                                       |                                       |                                       |                                       |                                      |                                      |                                      |                                      |                           |                           |                                                |                                                |                                                |                                                |                                                |                                                |                                         |                                         |                                           |                                           |                                           |                                           |                                             |                                             |                                             |                                             |                                             |                                             |                                         |                                         |                                         |                                         |                                         |                                         |                                         |                                         |                                          |                                          |                                          |                                          |                                                    |                                                    |                                                    |                                                    |                                                        |                                                        |                                                        |                                                        |                                                        |                                                        |  |  |                                               |                                               |                                               |                                               |                                               |                                               |  |  |
|                                |                                |                                                 |                                                 |                                                 |                                                 |                                                 |                                                 |                                  |                                  |                                       |                                       |                                       |                                       | Jan Leopold Clam † 1727               | Jan Leopold Clam † 1727               | Jan Leopold Clam † 1727              | Jan Leopold Clam † 1727              | Jan Leopold Clam † 1727              | Jan Leopold Clam † 1727              |                           |                           | Marie Františka ze Salburgu                    | Marie Františka ze Salburgu                    | Marie Františka ze Salburgu                    | Marie Františka ze Salburgu                    | Marie Františka ze Salburgu                    | Marie Františka ze Salburgu                    |                                         |                                         |                                           |                                           | Johana Beatrix z Gallasu † 1716           | Johana Beatrix z Gallasu † 1716           | Johana Beatrix z Gallasu † 1716             | Johana Beatrix z Gallasu † 1716             | Johana Beatrix z Gallasu † 1716             | Johana Beatrix z Gallasu † 1716             |                                             |                                             | Karel Linhart Colonna z Felsu 1674–1716 | Karel Linhart Colonna z Felsu 1674–1716 | Karel Linhart Colonna z Felsu 1674–1716 | Karel Linhart Colonna z Felsu 1674–1716 | Karel Linhart Colonna z Felsu 1674–1716 | Karel Linhart Colonna z Felsu 1674–1716 |                                         |                                         | I. Marie Anna z Dietrichsteinu 1681–1704 | I. Marie Anna z Dietrichsteinu 1681–1704 | I. Marie Anna z Dietrichsteinu 1681–1704 | I. Marie Anna z Dietrichsteinu 1681–1704 | I. Marie Anna z Dietrichsteinu 1681–1704           | I. Marie Anna z Dietrichsteinu 1681–1704           |                                                    |                                                    | Jan Václav z Gallasu 1671–1719                         | Jan Václav z Gallasu 1671–1719                         | Jan Václav z Gallasu 1671–1719                         | Jan Václav z Gallasu 1671–1719                         | Jan Václav z Gallasu 1671–1719                         | Jan Václav z Gallasu 1671–1719                         |  |  | II. Marie Arnoštka z Dietrichsteinu 1688–1745 | II. Marie Arnoštka z Dietrichsteinu 1688–1745 | II. Marie Arnoštka z Dietrichsteinu 1688–1745 | II. Marie Arnoštka z Dietrichsteinu 1688–1745 | II. Marie Arnoštka z Dietrichsteinu 1688–1745 | II. Marie Arnoštka z Dietrichsteinu 1688–1745 |  |  |
|                                |                                |                                                 |                                                 |                                                 |                                                 |                                                 |                                                 |                                  |                                  |                                       |                                       |                                       |                                       | Jan Leopold Clam † 1727               | Jan Leopold Clam † 1727               | Jan Leopold Clam † 1727              | Jan Leopold Clam † 1727              | Jan Leopold Clam † 1727              | Jan Leopold Clam † 1727              |                           |                           | Marie Františka ze Salburgu                    | Marie Františka ze Salburgu                    | Marie Františka ze Salburgu                    | Marie Františka ze Salburgu                    | Marie Františka ze Salburgu                    | Marie Františka ze Salburgu                    |                                         |                                         |                                           |                                           | Johana Beatrix z Gallasu † 1716           | Johana Beatrix z Gallasu † 1716           | Johana Beatrix z Gallasu † 1716             | Johana Beatrix z Gallasu † 1716             | Johana Beatrix z Gallasu † 1716             | Johana Beatrix z Gallasu † 1716             |                                             |                                             | Karel Linhart Colonna z Felsu 1674–1716 | Karel Linhart Colonna z Felsu 1674–1716 | Karel Linhart Colonna z Felsu 1674–1716 | Karel Linhart Colonna z Felsu 1674–1716 | Karel Linhart Colonna z Felsu 1674–1716 | Karel Linhart Colonna z Felsu 1674–1716 |                                         |                                         | I. Marie Anna z Dietrichsteinu 1681–1704 | I. Marie Anna z Dietrichsteinu 1681–1704 | I. Marie Anna z Dietrichsteinu 1681–1704 | I. Marie Anna z Dietrichsteinu 1681–1704 | I. Marie Anna z Dietrichsteinu 1681–1704           | I. Marie Anna z Dietrichsteinu 1681–1704           |                                                    |                                                    | Jan Václav z Gallasu 1671–1719                         | Jan Václav z Gallasu 1671–1719                         | Jan Václav z Gallasu 1671–1719                         | Jan Václav z Gallasu 1671–1719                         | Jan Václav z Gallasu 1671–1719                         | Jan Václav z Gallasu 1671–1719                         |  |  | II. Marie Arnoštka z Dietrichsteinu 1688–1745 | II. Marie Arnoštka z Dietrichsteinu 1688–1745 | II. Marie Arnoštka z Dietrichsteinu 1688–1745 | II. Marie Arnoštka z Dietrichsteinu 1688–1745 | II. Marie Arnoštka z Dietrichsteinu 1688–1745 | II. Marie Arnoštka z Dietrichsteinu 1688–1745 |  |  |
|                                |                                |                                                 |                                                 |                                                 |                                                 |                                                 |                                                 |                                  |                                  |                                       |                                       |                                       |                                       |                                       |                                       |                                      |                                      |                                      |                                      |                           |                           |                                                |                                                |                                                |                                                |                                                |                                                |                                         |                                         |                                           |                                           |                                           |                                           |                                             |                                             |                                             |                                             |                                             |                                             |                                         |                                         |                                         |                                         |                                         |                                         |                                         |                                         |                                          |                                          |                                          |                                          |                                                    |                                                    |                                                    |                                                    |                                                        |                                                        |                                                        |                                                        |                                                        |                                                        |  |  |                                               |                                               |                                               |                                               |                                               |                                               |  |  |
|                                |                                |                                                 |                                                 |                                                 |                                                 |                                                 |                                                 |                                  |                                  |                                       |                                       |                                       |                                       |                                       |                                       |                                      |                                      |                                      |                                      |                           |                           |                                                |                                                |                                                |                                                |                                                |                                                |                                         |                                         |                                           |                                           |                                           |                                           |                                             |                                             |                                             |                                             |                                             |                                             |                                         |                                         |                                         |                                         |                                         |                                         |                                         |                                         |                                          |                                          |                                          |                                          |                                                    |                                                    |                                                    |                                                    |                                                        |                                                        |                                                        |                                                        |                                                        |                                                        |  |  |                                               |                                               |                                               |                                               |                                               |                                               |  |  |
| Ferdinand Josef Clam 1700–1737 | Ferdinand Josef Clam 1700–1737 | Ferdinand Josef Clam 1700–1737                  | Ferdinand Josef Clam 1700–1737                  | Ferdinand Josef Clam 1700–1737                  | Ferdinand Josef Clam 1700–1737                  |                                                 |                                                 |                                  |                                  |                                       |                                       | Marie Anna z Thürheimu 1744–1805      | Marie Anna z Thürheimu 1744–1805      | Marie Anna z Thürheimu 1744–1805      | Marie Anna z Thürheimu 1744–1805      | Marie Anna z Thürheimu 1744–1805     | Marie Anna z Thürheimu 1744–1805     |                                      |                                      |                           |                           | Jan Kryštof II. Clam 1702–1778                 | Jan Kryštof II. Clam 1702–1778                 | Jan Kryštof II. Clam 1702–1778                 | Jan Kryštof II. Clam 1702–1778                 | Jan Kryštof II. Clam 1702–1778                 | Jan Kryštof II. Clam 1702–1778                 |                                         |                                         |                                           |                                           |                                           |                                           | Markéta Aloisie Colonnová z Felsu 1714–1782 | Markéta Aloisie Colonnová z Felsu 1714–1782 | Markéta Aloisie Colonnová z Felsu 1714–1782 | Markéta Aloisie Colonnová z Felsu 1714–1782 | Markéta Aloisie Colonnová z Felsu 1714–1782 | Markéta Aloisie Colonnová z Felsu 1714–1782 |                                         |                                         |                                         |                                         | Marie Anna Colonnová z Felsu 1702–1759  | Marie Anna Colonnová z Felsu 1702–1759  | Marie Anna Colonnová z Felsu 1702–1759  | Marie Anna Colonnová z Felsu 1702–1759  | Marie Anna Colonnová z Felsu 1702–1759   | Marie Anna Colonnová z Felsu 1702–1759   |                                          |                                          | Filip Josef z Gallasu 1703–1757 ultimus familiae   | Filip Josef z Gallasu 1703–1757 ultimus familiae   | Filip Josef z Gallasu 1703–1757 ultimus familiae   | Filip Josef z Gallasu 1703–1757 ultimus familiae   | Filip Josef z Gallasu 1703–1757 ultimus familiae       | Filip Josef z Gallasu 1703–1757 ultimus familiae       |                                                        |                                                        |                                                        |                                                        |  |  |                                               |                                               |                                               |                                               |                                               |                                               |  |  |
| Ferdinand Josef Clam 1700–1737 | Ferdinand Josef Clam 1700–1737 | Ferdinand Josef Clam 1700–1737                  | Ferdinand Josef Clam 1700–1737                  | Ferdinand Josef Clam 1700–1737                  | Ferdinand Josef Clam 1700–1737                  |                                                 |                                                 |                                  |                                  |                                       |                                       | Marie Anna z Thürheimu 1744–1805      | Marie Anna z Thürheimu 1744–1805      | Marie Anna z Thürheimu 1744–1805      | Marie Anna z Thürheimu 1744–1805      | Marie Anna z Thürheimu 1744–1805     | Marie Anna z Thürheimu 1744–1805     |                                      |                                      |                           |                           | Jan Kryštof II. Clam 1702–1778                 | Jan Kryštof II. Clam 1702–1778                 | Jan Kryštof II. Clam 1702–1778                 | Jan Kryštof II. Clam 1702–1778                 | Jan Kryštof II. Clam 1702–1778                 | Jan Kryštof II. Clam 1702–1778                 |                                         |                                         |                                           |                                           |                                           |                                           | Markéta Aloisie Colonnová z Felsu 1714–1782 | Markéta Aloisie Colonnová z Felsu 1714–1782 | Markéta Aloisie Colonnová z Felsu 1714–1782 | Markéta Aloisie Colonnová z Felsu 1714–1782 | Markéta Aloisie Colonnová z Felsu 1714–1782 | Markéta Aloisie Colonnová z Felsu 1714–1782 |                                         |                                         |                                         |                                         | Marie Anna Colonnová z Felsu 1702–1759  | Marie Anna Colonnová z Felsu 1702–1759  | Marie Anna Colonnová z Felsu 1702–1759  | Marie Anna Colonnová z Felsu 1702–1759  | Marie Anna Colonnová z Felsu 1702–1759   | Marie Anna Colonnová z Felsu 1702–1759   |                                          |                                          | Filip Josef z Gallasu 1703–1757 ultimus familiae   | Filip Josef z Gallasu 1703–1757 ultimus familiae   | Filip Josef z Gallasu 1703–1757 ultimus familiae   | Filip Josef z Gallasu 1703–1757 ultimus familiae   | Filip Josef z Gallasu 1703–1757 ultimus familiae       | Filip Josef z Gallasu 1703–1757 ultimus familiae       |                                                        |                                                        |                                                        |                                                        |  |  |                                               |                                               |                                               |                                               |                                               |                                               |  |  |
|                                |                                |                                                 |                                                 |                                                 |                                                 |                                                 |                                                 |                                  |                                  |                                       |                                       |                                       |                                       |                                       |                                       |                                      |                                      |                                      |                                      |                           |                           |                                                |                                                |                                                |                                                |                                                |                                                |                                         |                                         |                                           |                                           |                                           |                                           |                                             |                                             |                                             |                                             |                                             |                                             |                                         |                                         |                                         |                                         |                                         |                                         |                                         |                                         |                                          |                                          |                                          |                                          |                                                    |                                                    |                                                    |                                                    |                                                        |                                                        |                                                        |                                                        |                                                        |                                                        |  |  |                                               |                                               |                                               |                                               |                                               |                                               |  |  |
|                                |                                |                                                 |                                                 |                                                 |                                                 |                                                 |                                                 |                                  |                                  |                                       |                                       |                                       |                                       |                                       |                                       |                                      |                                      |                                      |                                      |                           |                           |                                                |                                                |                                                |                                                |                                                |                                                |                                         |                                         |                                           |                                           |                                           |                                           |                                             |                                             |                                             |                                             |                                             |                                             |                                         |                                         |                                         |                                         |                                         |                                         |                                         |                                         |                                          |                                          |                                          |                                          |                                                    |                                                    |                                                    |                                                    |                                                        |                                                        |                                                        |                                                        |                                                        |                                                        |  |  |                                               |                                               |                                               |                                               |                                               |                                               |  |  |
|                                |                                |                                                 |                                                 |                                                 |                                                 | Jan Gottlieb Clam 1730/1731–1793                | Jan Gottlieb Clam 1730/1731–1793                | Jan Gottlieb Clam 1730/1731–1793 | Jan Gottlieb Clam 1730/1731–1793 | Jan Gottlieb Clam 1730/1731–1793      | Jan Gottlieb Clam 1730/1731–1793      |                                       |                                       | Karolína Josefa z Desfours 1731–1793  | Karolína Josefa z Desfours 1731–1793  | Karolína Josefa z Desfours 1731–1793 | Karolína Josefa z Desfours 1731–1793 | Karolína Josefa z Desfours 1731–1793 | Karolína Josefa z Desfours 1731–1793 |                           |                           |                                                |                                                |                                                |                                                | Kristián Filip z Clam-Gallasu 1748–1805        | Kristián Filip z Clam-Gallasu 1748–1805        | Kristián Filip z Clam-Gallasu 1748–1805 | Kristián Filip z Clam-Gallasu 1748–1805 | Kristián Filip z Clam-Gallasu 1748–1805   | Kristián Filip z Clam-Gallasu 1748–1805   |                                           |                                           | Karolína Josefína Sporcková 1752–1799       | Karolína Josefína Sporcková 1752–1799       | Karolína Josefína Sporcková 1752–1799       | Karolína Josefína Sporcková 1752–1799       | Karolína Josefína Sporcková 1752–1799       | Karolína Josefína Sporcková 1752–1799       |                                         |                                         |                                         |                                         | Karel Leopold z Clam-Gallasu 1755–1784  | Karel Leopold z Clam-Gallasu 1755–1784  | Karel Leopold z Clam-Gallasu 1755–1784  | Karel Leopold z Clam-Gallasu 1755–1784  | Karel Leopold z Clam-Gallasu 1755–1784   | Karel Leopold z Clam-Gallasu 1755–1784   |                                          |                                          | Antonie Skrbenská z Hříště 1757–1783               | Antonie Skrbenská z Hříště 1757–1783               | Antonie Skrbenská z Hříště 1757–1783               | Antonie Skrbenská z Hříště 1757–1783               | Antonie Skrbenská z Hříště 1757–1783                   | Antonie Skrbenská z Hříště 1757–1783                   |                                                        |                                                        |                                                        |                                                        |  |  |                                               |                                               |                                               |                                               |                                               |                                               |  |  |
|                                |                                |                                                 |                                                 |                                                 |                                                 | Jan Gottlieb Clam 1730/1731–1793                | Jan Gottlieb Clam 1730/1731–1793                | Jan Gottlieb Clam 1730/1731–1793 | Jan Gottlieb Clam 1730/1731–1793 | Jan Gottlieb Clam 1730/1731–1793      | Jan Gottlieb Clam 1730/1731–1793      |                                       |                                       | Karolína Josefa z Desfours 1731–1793  | Karolína Josefa z Desfours 1731–1793  | Karolína Josefa z Desfours 1731–1793 | Karolína Josefa z Desfours 1731–1793 | Karolína Josefa z Desfours 1731–1793 | Karolína Josefa z Desfours 1731–1793 |                           |                           |                                                |                                                |                                                |                                                | Kristián Filip z Clam-Gallasu 1748–1805        | Kristián Filip z Clam-Gallasu 1748–1805        | Kristián Filip z Clam-Gallasu 1748–1805 | Kristián Filip z Clam-Gallasu 1748–1805 | Kristián Filip z Clam-Gallasu 1748–1805   | Kristián Filip z Clam-Gallasu 1748–1805   |                                           |                                           | Karolína Josefína Sporcková 1752–1799       | Karolína Josefína Sporcková 1752–1799       | Karolína Josefína Sporcková 1752–1799       | Karolína Josefína Sporcková 1752–1799       | Karolína Josefína Sporcková 1752–1799       | Karolína Josefína Sporcková 1752–1799       |                                         |                                         |                                         |                                         | Karel Leopold z Clam-Gallasu 1755–1784  | Karel Leopold z Clam-Gallasu 1755–1784  | Karel Leopold z Clam-Gallasu 1755–1784  | Karel Leopold z Clam-Gallasu 1755–1784  | Karel Leopold z Clam-Gallasu 1755–1784   | Karel Leopold z Clam-Gallasu 1755–1784   |                                          |                                          | Antonie Skrbenská z Hříště 1757–1783               | Antonie Skrbenská z Hříště 1757–1783               | Antonie Skrbenská z Hříště 1757–1783               | Antonie Skrbenská z Hříště 1757–1783               | Antonie Skrbenská z Hříště 1757–1783                   | Antonie Skrbenská z Hříště 1757–1783                   |                                                        |                                                        |                                                        |                                                        |  |  |                                               |                                               |                                               |                                               |                                               |                                               |  |  |
|                                |                                |                                                 |                                                 |                                                 |                                                 |                                                 |                                                 |                                  |                                  |                                       |                                       |                                       |                                       |                                       |                                       |                                      |                                      |                                      |                                      |                           |                           |                                                |                                                |                                                |                                                |                                                |                                                |                                         |                                         |                                           |                                           |                                           |                                           |                                             |                                             |                                             |                                             |                                             |                                             |                                         |                                         |                                         |                                         |                                         |                                         |                                         |                                         |                                          |                                          |                                          |                                          |                                                    |                                                    |                                                    |                                                    |                                                        |                                                        |                                                        |                                                        |                                                        |                                                        |  |  |                                               |                                               |                                               |                                               |                                               |                                               |  |  |
|                                |                                |                                                 |                                                 |                                                 |                                                 |                                                 |                                                 |                                  |                                  |                                       |                                       |                                       |                                       |                                       |                                       |                                      |                                      |                                      |                                      |                           |                           |                                                |                                                |                                                |                                                |                                                |                                                |                                         |                                         |                                           |                                           |                                           |                                           |                                             |                                             |                                             |                                             |                                             |                                             |                                         |                                         |                                         |                                         |                                         |                                         |                                         |                                         |                                          |                                          |                                          |                                          |                                                    |                                                    |                                                    |                                                    |                                                        |                                                        |                                                        |                                                        |                                                        |                                                        |  |  |                                               |                                               |                                               |                                               |                                               |                                               |  |  |
|                                |                                | Marie Anna z Martinic 1768–1832 ultima familiae | Marie Anna z Martinic 1768–1832 ultima familiae | Marie Anna z Martinic 1768–1832 ultima familiae | Marie Anna z Martinic 1768–1832 ultima familiae | Marie Anna z Martinic 1768–1832 ultima familiae | Marie Anna z Martinic 1768–1832 ultima familiae |                                  |                                  | Karel Josef z Clam-Martinic 1760–1826 | Karel Josef z Clam-Martinic 1760–1826 | Karel Josef z Clam-Martinic 1760–1826 | Karel Josef z Clam-Martinic 1760–1826 | Karel Josef z Clam-Martinic 1760–1826 | Karel Josef z Clam-Martinic 1760–1826 |                                      |                                      |                                      |                                      |                           |                           | Josefína Karolína z Clary-Aldringenu 1777–1828 | Josefína Karolína z Clary-Aldringenu 1777–1828 | Josefína Karolína z Clary-Aldringenu 1777–1828 | Josefína Karolína z Clary-Aldringenu 1777–1828 | Josefína Karolína z Clary-Aldringenu 1777–1828 | Josefína Karolína z Clary-Aldringenu 1777–1828 |                                         |                                         | Kristián Kryštof z Clam-Gallasu 1771–1838 | Kristián Kryštof z Clam-Gallasu 1771–1838 | Kristián Kryštof z Clam-Gallasu 1771–1838 | Kristián Kryštof z Clam-Gallasu 1771–1838 | Kristián Kryštof z Clam-Gallasu 1771–1838   | Kristián Kryštof z Clam-Gallasu 1771–1838   |                                             |                                             |                                             |                                             |                                         |                                         |                                         |                                         |                                         |                                         |                                         |                                         | I. Aloisie z Clam-Gallasu 1781–1822      | I. Aloisie z Clam-Gallasu 1781–1822      | I. Aloisie z Clam-Gallasu 1781–1822      | I. Aloisie z Clam-Gallasu 1781–1822      | I. Aloisie z Clam-Gallasu 1781–1822                | I. Aloisie z Clam-Gallasu 1781–1822                |                                                    |                                                    | Ludvík Maria Széchényi ze Sárvár-Felsővidéku 1781–1855 | Ludvík Maria Széchényi ze Sárvár-Felsővidéku 1781–1855 | Ludvík Maria Széchényi ze Sárvár-Felsővidéku 1781–1855 | Ludvík Maria Széchényi ze Sárvár-Felsővidéku 1781–1855 | Ludvík Maria Széchényi ze Sárvár-Felsővidéku 1781–1855 | Ludvík Maria Széchényi ze Sárvár-Felsővidéku 1781–1855 |  |  | II. Františka z Wurmbrand-Stuppachu 1797–1873 | II. Františka z Wurmbrand-Stuppachu 1797–1873 | II. Františka z Wurmbrand-Stuppachu 1797–1873 | II. Františka z Wurmbrand-Stuppachu 1797–1873 | II. Františka z Wurmbrand-Stuppachu 1797–1873 | II. Františka z Wurmbrand-Stuppachu 1797–1873 |  |  |
|                                |                                | Marie Anna z Martinic 1768–1832 ultima familiae | Marie Anna z Martinic 1768–1832 ultima familiae | Marie Anna z Martinic 1768–1832 ultima familiae | Marie Anna z Martinic 1768–1832 ultima familiae | Marie Anna z Martinic 1768–1832 ultima familiae | Marie Anna z Martinic 1768–1832 ultima familiae |                                  |                                  | Karel Josef z Clam-Martinic 1760–1826 | Karel Josef z Clam-Martinic 1760–1826 | Karel Josef z Clam-Martinic 1760–1826 | Karel Josef z Clam-Martinic 1760–1826 | Karel Josef z Clam-Martinic 1760–1826 | Karel Josef z Clam-Martinic 1760–1826 |                                      |                                      |                                      |                                      |                           |                           | Josefína Karolína z Clary-Aldringenu 1777–1828 | Josefína Karolína z Clary-Aldringenu 1777–1828 | Josefína Karolína z Clary-Aldringenu 1777–1828 | Josefína Karolína z Clary-Aldringenu 1777–1828 | Josefína Karolína z Clary-Aldringenu 1777–1828 | Josefína Karolína z Clary-Aldringenu 1777–1828 |                                         |                                         | Kristián Kryštof z Clam-Gallasu 1771–1838 | Kristián Kryštof z Clam-Gallasu 1771–1838 | Kristián Kryštof z Clam-Gallasu 1771–1838 | Kristián Kryštof z Clam-Gallasu 1771–1838 | Kristián Kryštof z Clam-Gallasu 1771–1838   | Kristián Kryštof z Clam-Gallasu 1771–1838   |                                             |                                             |                                             |                                             |                                         |                                         |                                         |                                         |                                         |                                         |                                         |                                         | I. Aloisie z Clam-Gallasu 1781–1822      | I. Aloisie z Clam-Gallasu 1781–1822      | I. Aloisie z Clam-Gallasu 1781–1822      | I. Aloisie z Clam-Gallasu 1781–1822      | I. Aloisie z Clam-Gallasu 1781–1822                | I. Aloisie z Clam-Gallasu 1781–1822                |                                                    |                                                    | Ludvík Maria Széchényi ze Sárvár-Felsővidéku 1781–1855 | Ludvík Maria Széchényi ze Sárvár-Felsővidéku 1781–1855 | Ludvík Maria Széchényi ze Sárvár-Felsővidéku 1781–1855 | Ludvík Maria Széchényi ze Sárvár-Felsővidéku 1781–1855 | Ludvík Maria Széchényi ze Sárvár-Felsővidéku 1781–1855 | Ludvík Maria Széchényi ze Sárvár-Felsővidéku 1781–1855 |  |  | II. Františka z Wurmbrand-Stuppachu 1797–1873 | II. Františka z Wurmbrand-Stuppachu 1797–1873 | II. Františka z Wurmbrand-Stuppachu 1797–1873 | II. Františka z Wurmbrand-Stuppachu 1797–1873 | II. Františka z Wurmbrand-Stuppachu 1797–1873 | II. Františka z Wurmbrand-Stuppachu 1797–1873 |  |  |

## Erb

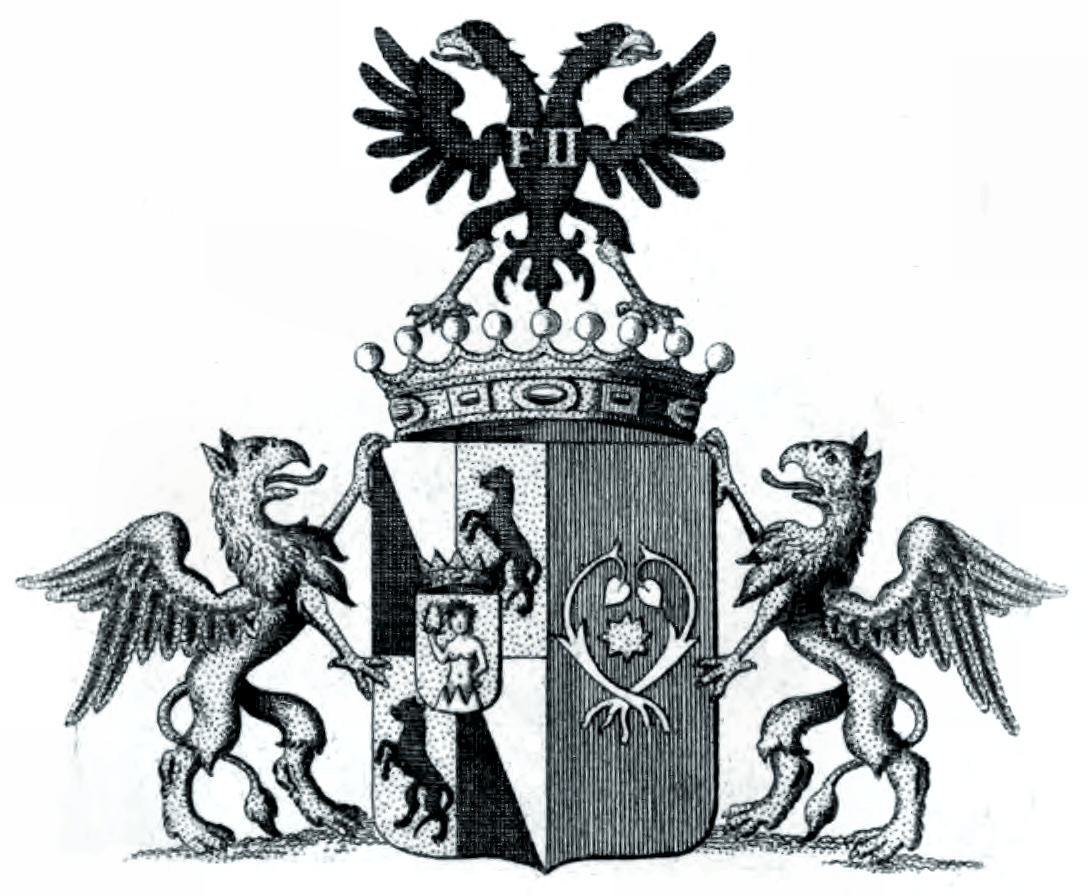
Rodový erb z erbovníku J. A. Tyroffa z roku 1858

Erb Martiniců je podobný s erby Kouniců, Drnholců, pánů z Talmberka či Rychnovských, Rychmberských, pánů z Ústí (nad Orlicí), tudíž s nimi pravděpodobně byli příbuzní. Lekníny jsou na červeném podkladu doplněny zlatou šternberskou hvězdou. V klenotu se později objevil rakouský štítek s iniciálami panovníků, kterým sloužil Jaroslav Bořita.

## Osobnosti

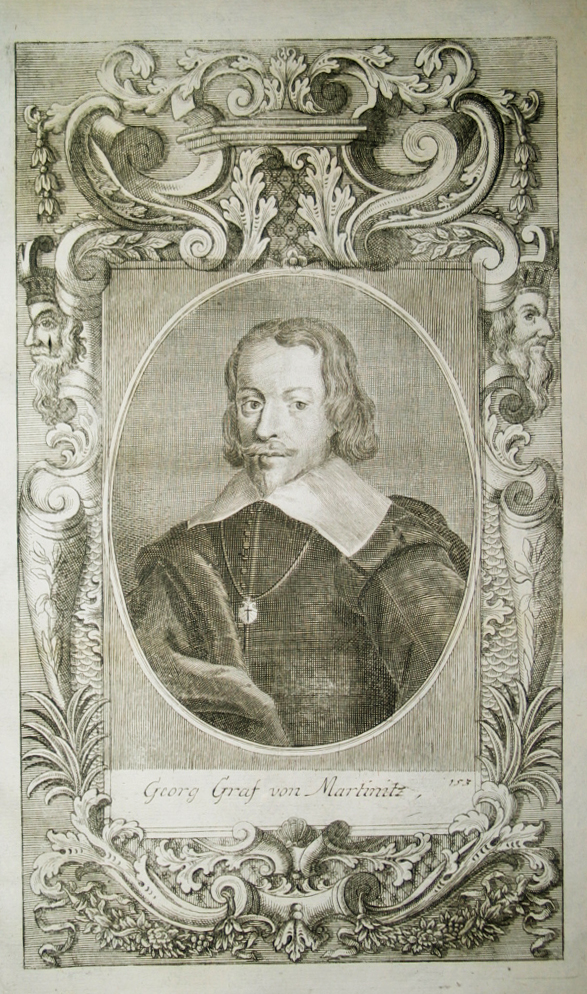
Jiří Adam z Martinic (1602–1651), nejvyšší kancléř, rytíř Řádu zlatého rouna

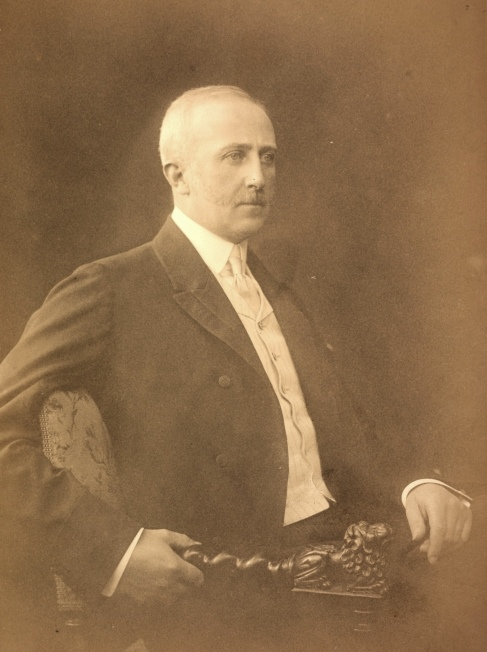
Jindřich Karel Maria Clam-Martinic (1863–1932), rakouský ministerský předseda, rytíř Řádu zlatého rouna

- Bořita z Martinic (1420–1479), dvorský maršálek
- Hynek z Martinic (1470–1526), dvorský maršálek, nejvyšší sudí
- Zdislav z Martinic (1544–1575), nejvyšší mincmistr
- Jiří z Martinic (1546–1598), nejvyšší sudí, nejvyšší kancléř
- Jaroslav Bořita z Martinic (1582–1649), nejvyšší komorník, nejvyšší hofmistr, nejvyšší purkrabí, 1621 povýšen na hraběte
- Jiří Adam I. z Martinic (1602–1651), nejvyšší kancléř, rytíř Řádu zlatého rouna
- Maxmilián Valentin z Martinic (1612–1677), nejvyšší hofmistr
- Bernard Ignác Jan z Martinic (1614–1685), nejvyšší purkrabí, rytíř Řádu zlatého rouna
- Jiří Adam II. z Martinic (1645–1714), místokrál v Neapoli, dvorský maršálek, rytíř Řádu zlatého rouna
- Maxmilián Quidobald z Martinic (1664–1733), dvorský maršálek, rytíř Řádu zlatého rouna
- Adolf Bernard z Martinic (1679–1735), dvorský maršálek, rytíř Řádu zlatého rouna
- František Michal z Martinic (1704–1773), vyslanec v Bruselu a Lisabonu
- Karel Josef Clam-Martinic (1760–1826), nejvyšší komoří Českého království
- Karel Jan Clam-Martinic (1792–1840), generál
- Jindřich Jaroslav Clam-Martinic (1826–1887), poslanec českého zemského sněmu
- Richard Clam-Martinic (1832–1891), poslanec českého zemského sněmu, místopředseda říšské rady, rytíř Řádu zlatého rouna
- Jindřich Clam-Martinic (1863–1932), rakouský předseda vlády, vojenský guvernér v Černé Hoře, rytíř Řádu zlatého rouna
- Gottfried Clam-Martinic (1864–1935), poslanec říšské rady
- Georg Clam-Martinic (1908–2000), podnikatel, spisovatel

## Přehled rodových sídel
- Ahníkov (1623–1789)
- Benátky nad Jizerou (1486–1512)
- Budenice (1693–1749)
- Bystré (1651–1686)
- Hořovice (1626–1685)
- Klenová (1637–1669)
- Lány (1581–1589)
- Okoř (1518–1649)
- Plánice (1638–1789)
- Prunéřov (1623–1789)
- Smečno (1416–1922)
- Zelená Hora (1630–1638, 1726–1784)

## Odkazy

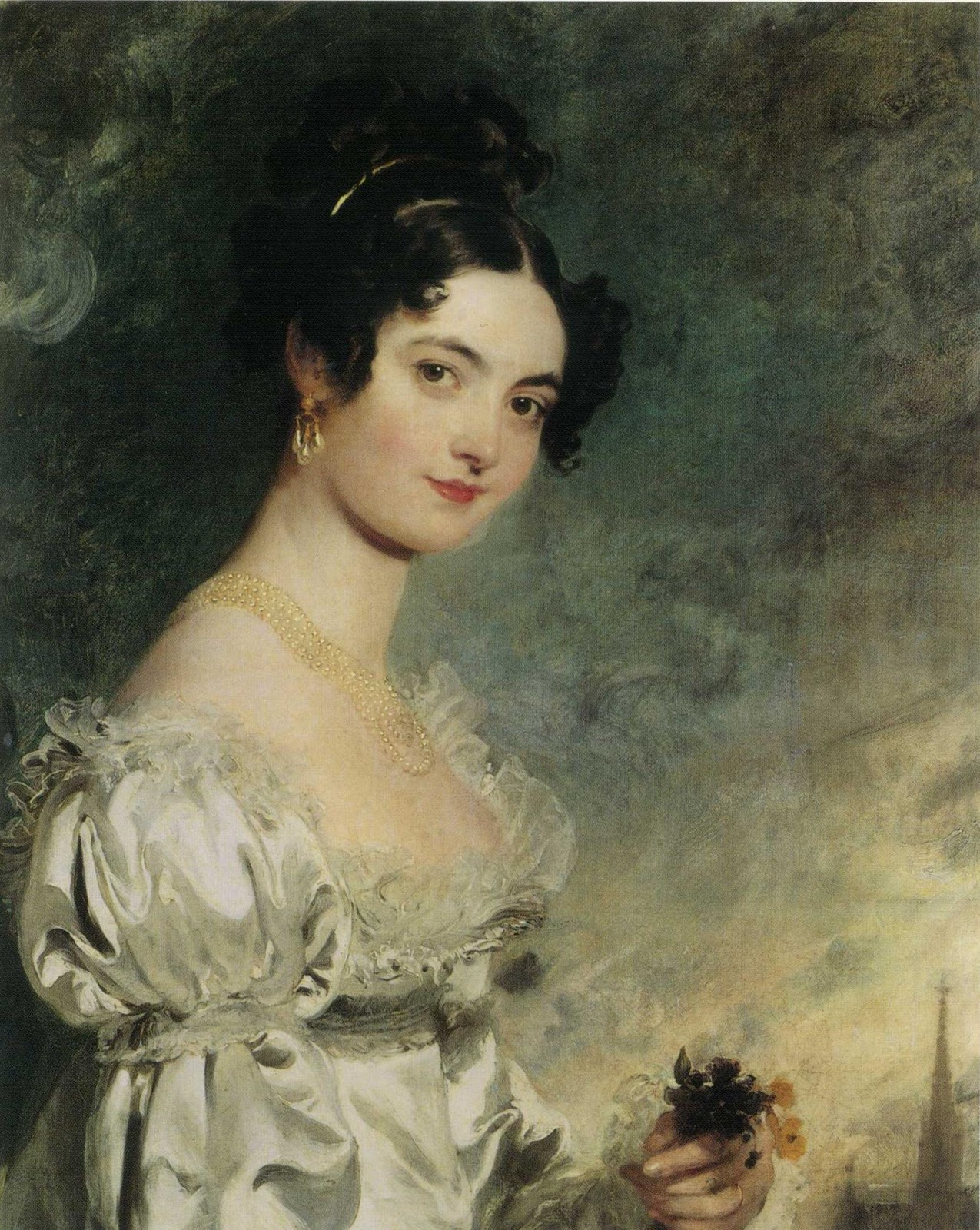
Selina Meade, hraběnka z Clam-Martinic (1797–1869)